# RWD-4
RWD-4 – polski samolot turystyczno-sportowy, skonstruowany przez zespół konstrukcyjny RWD pod koniec 1929 roku.

## Historia

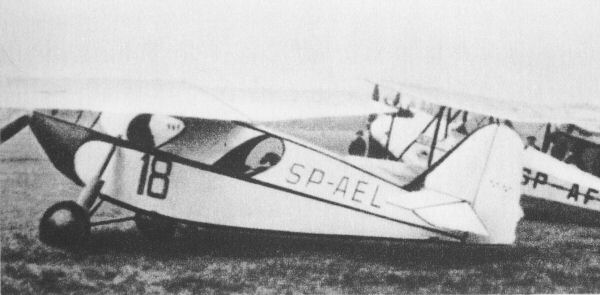
RWD-4

Ministerstwo Komunikacji w 1929 r. zamówiło w wytwórni RWD trzy samoloty sportowe, które miały wziąć udział w zawodach Challenge w 1930 r. Samolot został skonstruowany jako rozwinięcie RWD-2 i RWD-3, zrezygnowano z płata składanego na ziemi (jak w RWD-3), pozostając przy systemie podwozia z tej maszyny. Zastosowano silnik rzędowy o większej mocy. Budowa trzech prototypów rozpoczęła się jesienią w Warsztatach Sekcji Lotniczej Koła Mechaników Studentów Politechniki Warszawskiej. Jeszcze przed zakończeniem budowy aerokluby złożyły zamówienia na kolejne sześć egzemplarzy. Producent wycenił koszt budowy samego płatowca (bez silnika) na 12 200 zł. Maszyny zostały zamówione dla Aeroklubów Akademickich we Lwowie, w Poznaniu i w Warszawie oraz dla Śląskiego Klubu Lotniczego. Otrzymały rejestracje SP-AEK, SP-AEL, SP-AEY, SP-AEZ, SP-AFC, SP-AGP.
Pierwsze egzemplarze otrzymały numery fabryczne 26–28 oraz znaki rejestracyjne SP-ADK, -ADL oraz -ADM. Jerzy Drzewiecki oblatał je wiosną 1930 r. na mokotowskim lotnisku. Od 18 lipca do 7 sierpnia samoloty te wzięły udział w zawodach Challange, a pilotowali je Franciszek Żwirko, Tadeusz Karpiński i Jerzy Bajan. Samolot Żwirki otrzymał numer startowy 09, Karpińskiego P1 a Bajana P2. Maszyny RWD startowały w I kategorii. SP-ADK Żwirki został utracony po przymusowym lądowaniu w Pirenejach, Karpiński ze względu na stan zdrowia wycofał się z zawodów. Do mety doleciał jedynie Bajan, który zajął 32. miejsce w klasyfikacji ogólnej.
W sierpniu Jerzy Drzewiecki na RWD-4 odbył lot o długości 2400 km z Warszawy do Londynu i z powrotem. We wrześniu Jerzy Drzewiecki z Haliną Orgelbrandówną wziął udział w II Locie Południowo-Zachodniej Polski, w klasyfikacji ogólnej zajęli IV miejsce.
W III Krajowym Konkursie Awionetek wystartowały dwie maszyny pilotowane przez Franciszka Żwirko i Szczepana Grzeszczyka. Żwirko zajął I miejsce, a Grzeszczyk II. Na przełomie stycznia i lutego 1931 r. odbyły się I Lubelsko-Podlaskie Zimowe Zawody Lotnicze, w których RWD-4 również zajęły pierwsze dwa miejsca. W marcu RWD-4, pilotowany przez Tadeusza Halewskiego, wziął udział w rajdzie do Estonii. W maju trzy RWD-4 wzięły udział w mitingu lotniczym w Zagrzebiu. W IV Krajowym Konkursie Samolotów Turystycznych we wrześniu i październiku wystartowało 5 samolotów RWD-4, Kazimierz Chorzewski zajął II miejsce. W 1933 r. samoloty brały udział w III Lubelsko-Podlaskich Zimowych Zawodach Lotniczych oraz w V Krajowym Lotniczym Konkursie Turystycznym jednakże bez sukcesów.
Ostatnie dwa RWD-4 wycofano z użytkowania w 1936 r.

## Właściwości użytkowe
Samoloty RWD-4 stanowiły istotny postęp w linii rozwojowej maszyn RWD. W porównaniu z poprzednikami były odbierane przez użytkowników jako zdecydowanie szybsze, mogące przewieźć większy ładunek użytkowy oraz jako prawidłowe w pilotażu. Witold Rychter w swoich wspomnieniach odnotował:

Nareszcie można było się czymś pochwalić za granicą.

## Konstrukcja
Dwumiejscowy (układ tandemowy) samolot turystyczno-sportowy w układzie górnopłata ze stałym podwoziem.
Kadłub o przekroju prostokątnym na dole, zwężający się ku górze, o konstrukcji drewnianej z pokryciem wykonanym ze sklejki. Wejście do kabiny załogi poprzez drzwi umieszczone na prawej burcie. Osłona silnika i przód kadłuba wykonany z blachy aluminiowej, za silnikiem był umieszczony zbiornik oleju. W kadłubie znajdowały się trzy bagażniki.
Płat składany, wolnonośny, niedzielony, o obrysie trapezowym i konstrukcji dwudźwigarowej. Kryty sklejką do pierwszego dźwigara, dalej płótnem. Lotki o napędzie linkowym. W środkowej części płata znajdował się zbiornik paliwa.
Podwozie trójpunktowe z płozą ogonową. Golenie główne wyposażone w amortyzatory olejowo-powietrzne. Płoza ogonowa wykonana ze stalowej sprężyny piórowej. W okresie zimowym istniała możliwość zamiany kół na narty.
Usterzenie klasyczne krzyżowe, wolnonośne, o konstrukcji drewnianej. Stateczniki kryte sklejką a stery płótnem. Stery o napędzie linkowym.
Napęd – chłodzony powietrzem, czterocylindrowy silnik rzędowy Cirrus Hermes napędzający dwułopatowe śmigło Szomański o stałym skoku. Ponadto stosowano silniki rzędowe Cirrus III oraz D.H. Gipsy II.